# Sobekhotep VI.
Sobekhotep VI. war ein altägyptischer König (Pharao) der 13. Dynastie (Zweite Zwischenzeit), welcher etwa von 1696 bis um 1694 v. Chr. oder von etwa 1656 bis um 1654 v. Chr. regierte.

## Belege
Der Thronname Meri-hotep-Re allein findet sich im Königspapyrus Turin (7.4), der Königsliste von Karnak, einer Stele aus Abydos und der sogenannten Stèle juridique aus Karnak. Aus der dortigen Cachette stammt eine Statue mit Thron- und Eigennamen des Königs. Auf Skarabäen belegt ist jedoch ein König mit dem gleichen Thronnamen, aber mit dem Eigennamen Ani. Es wird eine Regierungszeit von zwei Jahren, zwei Monaten und neun Tagen angenommen.
Jürgen von Beckerath und Spalinger sehen in Ani einen ursprünglichen Geburtsnamen des Sobekhotep, dagegen spricht sich Franke aus.